# Sablia cinis
Sablia cinis är en fjärilsart som beskrevs av Freyer 1858. Sablia cinis ingår i släktet Sablia och familjen nattflyn. Inga underarter finns listade.